# Еколог Арена
Еколог Арена мак. Стадион Еколог Арена — багатофункціональний стадіон у місті Тетово, Північна Македонія. Використовується для проведення домашніх матчів футбольними клубами «Шкендія», «Ренова», «Тетекс» та «Люботен». Вміщує 15000 глядачів.

## Історія
Збудований у 1980 році, офіційно відкритий — 26 липня 1981 року.
У березні 2015 року було підписано угоду між Футбольною федерацією Македонії та Общиною Тетово про реконструкцію стадіону в рамках проекту УЄФА «Hat-trick 4». Роботи на стадіоні розпочалися в квітні 2015 року. У квітні 2016 року роботи з реконструкції поля були закінчені, у тому ж році, але дещо згодом, були додані прожектори для проведення поєдинків у темну пору доби.
У липні 2016 року Ecolog International, власники «Шкендії», взяли у міської ради стадіон Тетова у концесію, а також щапасний майданчик, при цьому інвестори зобов’язався вкласти 7,7 млн євро, щоб стадіон відповідав критеріям проведення міжнародних матчів. стадіон було перейменовано в «Еколог Арена».

## Міднародні матчі
| Дата                      | Змагання                  | Суперник                  | Рахунок                   | Гл.                       | Пос.                      |
| Македонія (1994–теп. час) | Македонія (1994–теп. час) | Македонія (1994–теп. час) | Македонія (1994–теп. час) | Македонія (1994–теп. час) | Македонія (1994–теп. час) |
| ------------------------- | ------------------------- | ------------------------- | ------------------------- | ------------------------- | ------------------------- |
| 12 квітня 1994            | Товариський матч          | Албанія                   | 5–1                       | 6,000                     |                           |